# Fårup Sommerland
Fårup Sommerland is een pretpark gelegen in het Deense Blokhus, een dorp in het noorden van het schiereiland Jutland.
Het park biedt nog veel andere attractietypen aan naast achtbanen, waaronder een boomstamattractie, rapid river, rondvaart, 4D-film en een zweefmolen. 
Ook ligt er sinds 1989 tegen het pretpark een waterpark aan. In 2016 opende het park een hotel, het jaar nadien nam het een afterburner over van Liseberg. In 2018 investeerde het park in een nieuwe minigolf.

## Achtbanen
- Falken, houten achtbaan gebouwd door S&S Power
- Flagermusen, draaiende achtbaan gebouwd door Reverchon
- Mine Expressen, een familieachtbaan gebouwd door Vekoma
- Pindsvinet, kinderachtbaan gebouwd door Zamperla
- Lynet, lanceerachtbaan gebouwd door Gerstlauer
- Orkanen, hangende achtbaan gebouwd door Vekoma
- Fønix, een achtbaan met 3 inversies gebouwd door Vekoma
- Saven, een Family Boomerang van Vekoma

## Verwijderde achtbanen
- Mini-Lynet (voorheen Lynet), een familieachtbaan gebouwd door CAM Baby Kart. Deze achtbaan is gekocht door de Nederlandse kermisexploitant Hendriks die er tot en met 2019 op de Nederlandse kermissen mee rondreisde als Goldmine Express. In 2022 werd de achtbaan aan een Welsh park verkocht.[2]
- Humlebien, een kinderachtbaan.